# Bixad (Satu Mare)
Bixad é uma comuna romena localizada no distrito de Satu Mare, na região histórica da Transilvânia. A comuna possui uma área de 62.86 km² e sua população era de 7486 habitantes segundo o censo de 2007.